# Bleach
Peroxide ( ブリーチ Clorox?,  romanizat Inalbitor în Japonia) este o serie manga și anime realizată de Tite Kubo, mangaka al Zombie Powder. Bleach este serializată în antologia manga japoneză Weekly Shōnen Jump din August 2001, iar în dublicatul său american Shonen Jump din Noiembrie 2007. Seria manga a primit premiul Shogakukan Manga pentru categoria shōnen în 2005, iar seria anime a fost nominalizată de numeroase ori la premiile American Anime Awards.
Bleach urmărește viața lui Ichigo Kurosaki, un elev de liceu de 15 ani cu abilitatea de a vedea fantome și un shinigami (în traducere directă ,,zeu al morții”) cu numele de Rukia Kuchiki. Primele părți ale poveștii se desfășoară în jurul acestor personaje. Odată cu desfășurarea evenimentelor, povestea începe să ne dezvăluie mai mult din lumea zeilor morții.
Seria manga a fost adaptată într-un serial animat de televiziune, două OVA, trei filme de animație de lung metraj, un musical rock, numeroase jocuri video, și un set de cărți de joc de colecție. Volumele compilate de manga s-au vândut într-un număr de 40 milioane de copii în Japonia, și au ajuns în topul de vânzări de manga din Statele Unite. Adaptarea anime a primit clasificări similare, precum locul 7 în topul celor mai populare anime-uri în Japonia în 2006, și în top zece anime din America din 2006 până în 2008.

## Lista Episoadelor

### Sezonul 1 (2004-2005): Înlocuitorul
1. Ziua în care am devenit Shinigami
2. Munca unui Shinigami
3. Dorința lui Orihime și cea a fratelui ei
4. Papagalul blestemat
5. Învinge dușmanul invizibil!
6. Ichigo vs Ichigo
7. Salutări de la o jucărie
8. 16 Iunie, amintirea unei zile ploioase
9. Dușman de neînvins
10. Asalt la spitalul bântuit
11. Legendarii Quincy
12. Brațul drept protector
13. Flori și Hollows
14. Spate-n spate, luptă până la moarte!
15. Marele plan al lui Kon
16. Întâlnirea cu Abarai Renji
17. Moartea lui Ichigo
18. Revendicare! Puterea de Shinigami
19. Ichigo devine Hollow!
20. Umbra lui Ichimaru Gin

## Subiectul
Povestea începe cu apariția subită a Rukiei Kuchiki în camera lui Ichigo Kurosaki. Ea este surprinsă de abiltatea sa de a o vedea, dar conversația ce rezultă este întreruptă de apariția unui hollow, un spirit malefic. După ce Rukia este grav rănită încercând să-l protejeze pe Ichigo, ea intenționează să-i transfere jumătate din puterile ei lui Ichigo, sperând să-i dea oportunitatea să înfrunte multi hollow pe picior de egalitate. Ichigo absoarbe neintenționat aproximativ toată puterea ei, ceea ce îi permite să învingă respectivul hollow cu ușurință.
Următoarea zi, Rukia apare în clasa lui Ichigo ca un elev transferat. Spre surprinderea lui, ea pare a fi un om normal. Ea teoretizează că puterea spirituală a lui Ichigo a dus la absorbția aproape totală a puterilor ei, lăsând-o ca urmare naufragiată în lumea reală. Rukia și-a  transferat spiritul într-un gigai (un corp uman artificial) până când își va recăpăta abilitățile. Între timp, Ichigo trebuie să-i preia îndatoririle de shinigami, luptând cu hollows și ghidând suflete rătăcite înapoi în Soul Society.

## Personajele din Bleach

### Personaje principale
Ichigo Kurosaki (黒崎 一護 Kurosaki Ichigo?) Dublaj voce: Masakazu Morita (japoneză), Johnny Yong Bosch (engleză)
Protagonistul din Bleach, Ichigo, un elev de liceu cu părul portocaliu devine un shinigami temporar după ce absoarbe forțat de împrejurări puterile lui Rukia Kuchiki. Natura lui cinică îl face ca la început să îi displacă noua datorie, dar cu trecerea timpului acesta o acceptă, iar cand puterile sale temporare dispar, își riscă viața pentru a deveni un shinigami deplin. Acesta își dorește puteri cat mai mari pentru a fi în stare să-i protejeze pe toți cei dragi lui și pentru a o salva pe Rukia de la moarte.
Rukia Kuchiki (朽木 ルキア Kuchiki Rukia?) Dublaj voce: Fumiko Orikasa (japoneză), Michelle Ruff (engleză)
Rukia Kuchiki este un shinigami trimisă în lumea oamenilor ca patrulă de exterminare a spiritelor malefice în orașul natal a lui Ichigo. Deși fizic arată ca o adolescentă, ea are de fapt peste 150 de ani. Rukia este forțată în timpul unei lupte să-și transfere puterile lui Ichigo și să trăiască o perioadă ca un om obișnuit. Se înscrie la liceul din oraș și se mută în dulapul lui Ichigo, în timp ce îl învață cum să fie un shinigami-înlocuitor în locul ei.
Orihime Inoue (井上 織姫 Inoue Orihime?) Dublaj voce: Yuki Matsuoka (japoneză), Stephanie Sheh (engleză)
Orihime Inoue este o colegă veche de clasă a lui Ichigo, îndeaproape legată de el de o prietenă comună (Tatsuki Arisawa). Ea este practic orfană, de vreme ce ea și fratele ei mai mare, Sora, au fugit din casa în care erau abuzați de la o vârstă fragedă, iar mai târziu și acesta a murit. Deși inițial lipsită de puteri spirituale, începe să și le dezvolte pe timpul petrecut pe lângă Ichigo în noua sa formă, ulterior posedând una din cele mai puternice abilități de vindecare, fiind capabilă de a readuce corpul la starea precedentă de sănătate, oricât de grave ar fi rănile. Are 6 zâne(Hinagiku, Baigon, Lily, Shuno, Ayame, Tsubaki) care îi îndeplinesc dorințele.
Yasutora "Chad" Sado (茶渡 泰虎 Sado Yasutora?) Dublaj voce: Hiroki Yasumoto (japoneză), Jamieson Price (engleză)
Yasutora Sado, cunoscut mai bine drept Chad, este unul dintre cei mai buni prieteni ai lui Ichigo. Deși este cunoscut pentru statura sa impozantă este foarte blând, refuzând a se lupta decât pentru binele altora. Nu poate percepe fantomele la început, dar acest lucru se schimbă când observă un grup de copii find atacați de un hollow. Descoperă că posedă o putere unică ce îi acoperă unul dintre brațe, crescându-i puterea și permițându-i să distrugă hollows. Mai tarziu manifestă și puterea de a trage cu energie din brațul acoperit cu armură.
Uryū Ishida (石田 雨竜 Ishida Uryū?) Dublaj voce: Noriaki Sugiyama (japoneză), Derek Stephen Prince (engleză)
Deși la prima vedere nu pare decât un coleg de clasă silitor, dar solitar, Uryū Ishida este de fapt un Quincy, descendent al unui clan de arcași cu abilități de a vâna hollows. Poartă o ură pentru toți shinigamii, inclusiv Ichigo, dar după un timp ajunge să-l vadă pe Ichigo diferit, în cele din urmă ajungând să-l considere aliat și prieten.

### Tipuri de personaje
- Oameni: Oamenii din Bleach sunt asemeni rezidenților moderni ai Japoniei, iar majoritatea lor nu pot vedea ori simți spiritele fără corp în vreun fel. Spiritele pot totuși ocupa corpuri umane artificiale numite gigai care îi fac vizibili și oamenilor obișnuiți. Unul din 50.000 de oameni poate fi medium, cu nivele diferite de a simți spiritele din jurul lor, dar doar o treime din aceștia le pot vedea clar, și doar cei mai puternici medii pot vorbi ori atinge fantomele.[1] Există persoane cu abilități înnăscute de a vedea, dar și lupta cu spiritele, dar oamenii obișnuiți pot obține această putere doar prin prezența constantă în jurul unei surse mari de putere sprituală.[2]

- Plusuri: Un spirit blând din Bleach este cunoscut drept plus. Un plus este sufletul unei persoane care a murit.[3] Un lanț, denumit Chain of Fate (因果の鎖, inga no kusari?, Lanț al Destinului), este atașat de pieptul plusului și îl leagă de o locație, un obiect sau o persoană de care sufletul s-a simțit apropiat în timpul vieții.[4] Spiritul se poate mișca liber dacă lanțul a fost rupt, dar acest lucru face ca lanțul să înceapă a se coroda.[4] Normal un plus este trimis în Soul Society de către Shinigami printr-un ritual numit soul burial (魂葬, konsō?) înainte de corodarea semnificativă a lanțului. Dacă Chain of Fate este coradat complet înainte ca soul burial să fie executat, o gaură va apărea în pieptul sufletului unde lanțul a fost odată ancorat. Aceste spirite înnebunesc și devin spirite malefice cunoscute ca hollows.[4] Dacă Lanțul Destinului (Chain of Destiny) este smuls în mod deliberat se poate ajunge la degradarea sufletului.[5]

- Hollows: Hollows sunt principalii antagoniști din Bleach. Ei sunt spirite malefice ce trăiesc în Hueco Mundo dar călătoresc în lumea oamenilor pentru a se hrăni cu sufletele celor vii și celor morți. Ca și Shinigami, hollows sunt facuți din materie spirituală și nu pot fi detectați de către oamenii normali. Procesul prin care un plus se transformă în hollow durează câteva luni(chiar mai mult), depinzând de lungimea Chain of Destiny (因果の鎖, inga no kusari?, Chain of Fate, Lanț al Destinului), care iese din centrul pieptului acestuia. Când lanțul dispare cu totul, sufletul este transformat într-o formă unică, monstruoasă cu o vagă mască de schelet și o mare gaură unde lanțul a fost odată conectat. Deși majoritatea hollows pot fi învinși de un shinigami de putere medie, sunt unii care îi întrec în putere și pe cei mai puternici shinigami. Toți hollows poartă o masca alba,[4] dar un grup mic de hollows le-au spart, devenind Arrancar. Spărgând maștile, acești hollows redobândesc rațiunea, obtinând uneori și forma humanoidă, și acces la puteri de shinigami.[6]

- Shinigami: Shinigami, sau Soul Reapers după cum sunt denumiți în limba Engleză, sunt psychopomps din Bleach. Ei sunt spirite cu puteri spirituale, recrutate dintre rezidenți și nobilimea din Soul Society. Ca toate spiritele, ei nu pot fi detectați de oameni normali.[3] Shinigami posedă cate un zanpakutō, sabii supernaturale care reprezintă o manifestație a puterii propietarului, cu care execută soul burials pe plusuri. Shinigami mai folosesc pe langă zanpakutō și magii cunoscute drept kidō pentru a lupta împotriva hollows.[3] Un grup de Shinigami cunoscuți drept Vizard au obținut puteri de hollow, ajungând să posede măști detașabile și anuminte abilități de hollow.

- Quincy: Quincy sunt un clan de oameni cu abilitatea de a percepe lumea spirituală care au luptat odată împotriva hollows, folosind arcuri din energie spirituală pentru a-i distruge.[7] Spre deosebire de Shinigami, Quincy absorb și canalizează energia spirituală din împrejurimile lor pentru a lupta.[8] O diferență majoră față de Shinigami este că tehnica de lupta a Quincy distruge complet sufletul unui hollow,[7] acesta nemaiputând intra în Soul Society. Această metodă are tendinta de a zdruncina balanța universului, deoarece atunci când sufletele sunt distruse, numarul de suflete care ajung sau pleacă din Soul Society nu poate rămâne egal.[9] Ca urmare a acestui lucru Shinigami au purtat o campanie de exterminare a Quincy cu 200 de ani înainte de povestea actuală.[10] Cel puțin doi Quincy încă mai există.

## Locul desfășurării poveștii
Planurile existenței din universul Bleach corespund în mare credinței de viață și viață după moarte, a sistemului religios uman. Oamenii vii din anime trăiesc într-o lume asemănătoare Japoniei moderne; sufeletele trăiesc într-un soi de Rai denumit Soul Society; sufeletele rele sunt trimise în Iad. Odată ajuns în Soul Society, spiritul este capabil să trăiască mai mult decat oamenii din lumea vie, mulți îmbătrânind pe parcursul a mii de ani. Cei ce mor în Soul Society se reîncarnează în lumea oamenilor vii, astfel obținându-se un flux continuu ce asigură echilibrul.
- Lumea Umană: Lumea oamenilor din Bleach este centrată în Japonia modernă; în special, într-o zona fictivă la vest de Tokyo numită Karakura Town.[12] În această lume, Ichigo frecventează școala și se luptă cu hollows.

- Soul Society: Lumea spiritelor este denumită Soul Society (尸魂界（ソウル・ソサエティ）, Sōru Sosaeti?, Societatea Sufletelor) și este constituită din 2 porțiuni: orașul expansiv împrejmuit de un zid Seireitei (瀞霊廷, Court of Pure Souls?), unde traiesc shinigami și nobilimea, și zona celor opt districte rezidențiale numita Rukongai (流魂街, Town of Wandering Spirits?).[13] Numărul districtului îi descrie condiția, astfel că districtele cu un numar mai mic sunt mai pasnice.[14] Condițiile de trai se aseamană cu cele din Japonia feudală. Un rege trăiește într-un alt tărâm din Soul Society.[15] Sufletele din Soul Society se aseamănă celor ale oamenilor normali, dar îmbătrânesc într-un ritm extrem de încet, astfel încât persoane cu vârste de câteva secole sunt ceva comun. Copiii se pot naște la fel ca în lumea umană.

- Hueco Mundo: Hueco Mundo (虚圏（ウェコムンド）, Weko Mundo?) este o dimensiune între lumea oamenilor și Soul Society. Aici locuiesc hollows atunci când nu vânează suflete, și nu pot fi detectați atâta timp cât rămân în interior. Întrări în Hueco Mundo pot fi create prin sfâșierea țesăturii interdimensionale dintre cele 2 lumi. La suprafață, Hueco Mundo este un tărâm deșertic, unde este mereu noapte. Puțină vegetație care poate fi văzută cu ochiul liber este de fapt formată din cristale; deși cerul are nori, nu se găsește nicăieri apă. Puțini hollows locuiesc la suprafață.

Personajele din Bleach călătoresc dintr-o lume în alta prin mai multe mijloace. Shinigami deschid pasaje între lumi cu ajutorul zanpakutō-ului. Fluturi negri creați în timpul ritualulul de soul burial, denumiți hell butterflies (地獄蝶, jigoku-chō?), fac aceste pasaje sigure. Sufletele umane trec dintr-un plan în altul numai prin nașterea în lumea umană sau prin ritualul de soul burial. Oameni vii pot folosi și portaluri speciale pentru a se deplasa între lumi, dar acestea sunt periculoase. Deși hollows sunt prezentați cu abilitatea de a se mișca între planuri deschizând rupturi în spațiu, ei preferă de obicei să rămână în Hueco Mundo datorită riscului de a fi descoperiți de către Soul Society în lumea umană.

## Producție
Tite Kubo și-a găsit inspirația pentru multe din numele săbiilor și vrăjilor în literatura japoneză antică. Kubo povestește că a devenit interesat de limba spaniolă deoarece pentru el suna "încântătoare" și "caldă"; Bleach având în componența sa multe cuvinte în limba spaniolă.
Kubo povestește că îi place să creeze personaje care au o "aparență înșelătoare" (precum "băieți buni cu fețe înspăimântătoare" și "baieți răi cu fețe blânde") deoarece Kubo a fost atras de oameni cu aceste "aparențe contradictorii" și că simte nevoia să "deseneze oameni astfel când lucrează".
Într-un interviu, angajații United States Shonen Jump au declarat ca Bleach este "foarte cinematic" și că angajații cred că Kubo s-a folosit de filme ca "modele" pentru povestea sa. Când a fost întrebat daca vreun film sau actor a fost exemplu pentru secvențele de luptă, Kubo le-a răspuns interviatorilor că i-a plăcut filmul Snatch dar că nu l-a folosit ca model. Kubo a specificat că filmele care îi plac "trebuie să-l influențeze" în "moduri variate".

## Media

### Manga
Seria este scrisă și ilustrată de Tite Kubo și este publicată în revista japoneză Weekly Shonen Jump. Capitolele individuale sunt colectate de Shueisha într-o serie de volume tankōbon, care mai conțin un poem al personajului înfățișat pe copertă. Primul volum a fost lansat pe 5 ianuarie 2002, până la data de 3 octombrie 2008, treizeci și cinci de volume fiind lansate. Compania de distribuție Viz Media este responsabilă de lansarea volumelor manga Bleach în engleză în Statele Unite. Viz publică capitole în revista Shonen Jump precum și în format tankōbon; primul volum a fost lansat pe 1 iunie 2004, volumul treizeci și trei fiind lansat pe 3 iunie 2008.
În același timp numeroase grupuri de "scanlation" continuă să lanseze capitole neoficiale, traduse în engleză ale celor mai noi capitole.

### Anime
Versiunea anime a Bleach este produsă de către Studiul Pierrot și îl are ca director pe Noriyuki Abe. A fost difuzată pentru prima dată pe 5 octombrie 2004, pe TV Tokyo. Episoadele 1-167 au fost făcute și difuzate în format 4:3, iar episoadele 168+ în format 16:9 wide screen.
Pe 15 martie 2006, VIZ Media a obținut de la TV Tokyo Corporation și Shueisha drepturile pentru difuzarea și distribuirea produselor sub marca Bleach. Ca urmare, Viz Media a semnat un contract pentru titrarea în limba engleză a serialului anime, și a licențiat drepturile de distribuire de produse sub marca Bleach mai multor companii diferite.
În Romania postul Animax a început să difuzeze primele 52 de episoade, din Ianuarie, 2008, subtritrate în limba română. Numai că a fost, mai întâi, pe Acasă TV din toamna anului 2006, difuzat luni la ora 23:30, și reluat pe Pro TV Internațional tot din toamna anului 2006, transmis miercuri la ora 01:20. În schimb, Acasă Gold a redifuzat serialul în primăvara anului 2020 și este de luni până duminica, de la ora 01:30, dar și postul Pro TV Internațional a transmis serialul marțea, miercurea și joia la 23:15.

### Filme
Bleach: Memories of Nobody (Memorii ale Nimănui) este un film de lung metraj care a fost lansat în cinema-urile din Japonia pe 16 Decembrie 2006. Povestea are loc după terminarea evenimentelor din Soul Society, Ichigo aflându-se din nou în lumea oamenilor luptând împotriva hollows. Intriga se desfășoara în jurul activităților unui grup denumit  "Dark Ones" (Cei Întunecați), care încearcă să distrugă lumea umană și Soul Society. Evenimentele din film nu se potrivesc exact cu continuitatea intrigii canonice și de aceeea toate personajele participante își pierd memoria celor întâmplate pentru a explica discrepanțele.
Bleach: The DiamondDust Rebellion a fost lansat în cinema-urile din Japonia pe 22 Decembrie 2007. Îl are în centrul atenției pe Tōshirō Hitsugaya, căpitanul celei de-a 10-a Divizie, care este condamnat la execuție de către Soul Society după ce pierde un artefact numit "The King's Seal" (Sigiliul Regelui).
Cel de-al treilea film, Bleach: Fade to Black, I Call Your Name, a fost lansat în Japonia pe 13 decembrie 2008. În film, membri ai Soul Society sunt loviți de amnesia, care îi face să uite de Ichigo și Rukia. Când Ichigo se duce în Soul Society pentru a investiga, descoperă că Rukia a uitat nu numai despre el, dar și propia identitate. Filmul a fost lansat pe DVD pe 30 septembrie 2009.
Cel de-al patrulea film a fost lansat în cinema-urile din Japonia în 2010 și se numește Bleach: Chapter of the Hell. În film, centrul atenției îl constituie sora lui Ichigo, Yuzu, care este răpită de un spirit din Iad și urma să fie executată din pricina puterii sale spirituale. Ichigo merge în Iad cu prietenii lui, asumându-și un mare risc (poate nu era capabil să se întoarcă) și se luptă cu inamici puternici și trece foarte aproape pe lângă moarte.
Lista Sezoanelor Bleach:
- Sezonul 1 Arcul de substituție(2004-2005)
- Sezonul 2 Intrarea (2005)
- Sezonul 3 Salvarea (2005–2006)
- Sezonul 4 The Bount ( devoratorii de suflete ) (2006)
- Sezonul 5 Asaltul (2006–2007)
- Sezonul 6 Arancarul(2007)
- Sezonul 7 Hueco Mundo (2007)
- Sezonul 8 Arancarul 2 (2007–2008)
- Sezonul 9 Noul căpitan Shūsuke Amagai (2008)
- Sezonul 10 Arancarul 3 ( Arancarii / Shinigami)(2008–2009)
- Sezonul 11 Trecutul (2009)
- Sezonul 12 Arancarii 4 ( Bătălia decisivă la Karakura )(2009)
- Sezonul 13 Zanpakutō ( Povestirea ) (2009–2010)
- Sezonul 14 Arancarii 5 (Decădera) (2010–2011)
- Sezonul 15 Gotei 13 ( Armata invadatoare)(2011)
- Sezonul 16 Shinigami Temporar pierdut (2011-2012)

### Coloana Sonoră
Opt cd-uri, produse de Shirō Sagisu, au fost lansate pentru seria anime și filmele Bleach. Bleach Original Soundtrack 1 a fost lansat pe 18 mai 2005 și conține 25 de melodii inclusiv melodiile de început și temele de final, cu duratele din timpul difuzării. A urmat Bleach Original Soundtrack 2 pe 2 august 2006 cu alte 23 de melodii instrumentale. Pe 16 decembrie 2006, Bleach: Memories of Nobody Original Soundtrack a fost lansat, conținând 35 de melodii din filmul anime Bleach: Memories of Nobody. A fost lansată și coloana sonoră pentru Bleach: The DiamondDust Rebellion, cu 30 de melodii din film. Bleach: The Best conține douasprezece din melodiile de început și temele de final din serie, în versiunile cu întreaga lungime a melodiilor.
Un set de opt cd-uri, The Bleach Beat Collections a fost lansat de pe 22 iunie 2005 până pe 5 martie 2008. Aceste albume conțin înregistrări ale actorilor japonezi care ne oferă o perspectivă unică asupra personalităților personajelor pe care le interpretează, dar și asupra actorilor însăși.
În Japonia a mai fost lansat și un set de cd-uri sezoniere "Radio DJCD Bleach 'B' Station" , fiecare conținând câte șase volume.

### Muzical
Un muzical rock cu titlul Rock Musical BLEACH, a fost produs de Studioul Pierrot în colaborare cu Nelke Planning, avândul ca director pe Takuya Hiramitsu, fiind adaptat după un scenariu al lui Naoshi Okumura. Muzica este compusă de către dramaturgul Shoichi Tama; muzica din spectacol fiind complet originală, nefiind luată din coloana sonoră a anime-ului. Spectacolul a fost pus în scenă în perioada 17 August - 28 august 2005 la centrul Space Zero Tokyo din Shinjuku. Până astăzi, au fost puse în scenă cinci muzicale și un Spectacol Bankai "În Direct". Alte două spectacole au fost puse în scenă în primavara lui 2008.

## Recepție
Primul volum de manga a fost vândut în peste 1.25 milioane de copii în Japonia, și versiunea originală Japaneză de manga, ca un întreg, a fost vândută în peste 46 milioane de copii. În 2005, Bleach a fost premiată cu prestigiosul premiu Shogakukan Manga la categoria shōnen.
Într-un poll de pe internet din 2006 făcut de TV Asahi, Bleach s-a clasat pe locul 7 ca program anime favorit în Japonia. În anul anterior, fusese clasat ca al 27-lea program favorit.
Vânzările în America de Nord au fost ridicate, în Decembrie 2006 volumul 16 a fost clasat în top 10 al "nuvelelor grafice", iar volumul 17 devenind cel mai bine vândut volum de manga pentru luna Februarie 2007.
Versiunea în limba engleză a Bleach a fost nominalizată pentru premiile "best manga" și "best theme" la American Anime Awards ediția 2006, dar nu a câștigat la niciuna dintre categorii. A fost nominalizată din nou în 2007 pentru "best manga", "best actor", "best DVD package design" și "best theme", dar a eșuat în a câștiga vre-un premiu.
Anime News Network descrie seria ca "..un anime incredibil de distractiv, care vă va captiva și va refuza să vă dea drumul. Pentru aventuri clasice cu o atitudine modernă, nu căutați mai departe de Bleach...". MiniTokyo a lăudat seria ca fiind "foarte originală" iar prezentarea "..este foarte promițătoare.." Recenzorul Pop Culture Shock și-a exprimat opinia despre serie. A declarat că povestea seriei "le dă pe altele deoparte" și că personajele sunt "bine create, animate și dublate", dar a adăugat mai târziu că unele scene "nu erau echilibrate" și că unele personaje "ar fi putut fi dezvoltate mai mult". Totuși, el a acordat seriei un grad de "A" pentru Volumul 1, și apoi "A-" pentru Volumele 2-6.